# Казальбуоно
Казальбуоно (итал. Casalbuono) — коммуна в Италии, располагается в регионе Кампания, в провинции Салерно.
Население составляет 1301 человек (2008 г.), плотность населения составляет 38 чел./км². Занимает площадь 34 км². Почтовый индекс — 84030. Телефонный код — 0975.
Покровителем коммуны почитается святой Антер (папа римский), празднование 3 января.

## Демография
Динамика населения:

## Администрация коммуны
- Официальный сайт: https://web.archive.org/web/20080415005903/http://casalbuono.asmenet.it/